# Бребу Међешеск (Прахова)
Бребу Међешеск (рум. Brebu Megieșesc) насеље је у Румунији у округу Прахова у општини Бребу. Oпштина се налази на надморској висини од 496 m.

## Становништво
Према подацима из 2002. године у насељу је живело 2837 становника, од којих су сви румунске националности.